# Antongomena Bevary
Antongomena Bevary è una città e comune del Madagascar situata nel distretto di Mitsinjo, regione di Boeny. 
La popolazione del comune rilevata nel censimento 2001 era pari a 13 182 unità.